# Средній Глободол
Средній Глободол (словен. Srednji Globodol) — поселення в общині Мирна Печ, регіон Південно-Східна Словенія, Словенія.